# Down to Earth (Ozzy Osbourne)
Down to Earth osmi je studijski album engleskog heavy metal glazbenika Ozzyja Osbournea. Objavljen 16. listopada 2001., dosegao je četvrto mjesto na ljestvici Billboard 200.
Na albumu se prvi put pojavljuju novi basist Robert Trujillo i bubnjar Mike Bordin.

## Popis pjesama
| Br. | Skladba               | Autor                                            | Trajanje |
| --- | --------------------- | ------------------------------------------------ | -------- |
| 1.  | »Gets Me Through«     | Osbourne, Tim Palmer                             | 5:04     |
| 2.  | »Facing hell«         | Osbourne, Palmer, Scott Humphrey, Geoff Nicholls | 4:26     |
| 3.  | »Dreamer«             | Osbourne, Marti Frederiksen, Mick Jones          | 4:45     |
| 4.  | »No easy way out«     | Osbourne, Palmer                                 | 5:06     |
| 5.  | »That i never had«    | Osbourne, Frederiksen, Joe Holmes, Trujillo      | 4:24     |
| 6.  | »You know...(Part 1)« | Osbourne, Palmer                                 | 1:06     |
| 7.  | »Junkie«              | Osbourne, Frederiksen, Holmes, Trujillo          | 4:28     |
| 8.  | »Running out of time« | Osbourne, Frederiksen, Jones                     | 5:06     |
| 9.  | »Black illusion«      | Osbourne, Palmer, Nicholls, Andy Sturmer         | 4:12     |
| 10. | »Alive«               | Osbourne, Danny Saber                            | 4:54     |
| 11. | »Can you hear them?«  | Osbourne, Frederiksen, Holmes, Trujillo          | 5:00     |

## Izvođači
- Ozzy Osbourne - vokal
- Zakk Wylde - gitara
- Robert Trujillo – bas-gitara
- Mike Bordin – bubnjevi

## Vanjske poveznice
- Rateyourmusic.com - Recenzija albuma